# RIPEMD-160
L'algorithme de hachage RIPEMD-160, pour RACE Integrity Primitives Evaluation Message Digest, parfois abrégé en rmd160, est une fonction de hachage qui produit une signature de 160 bits. Elle a été développée en Europe par Hans Dobbertin, Antoon Bosselaers et Bart Preneel. Publiée en 1996, il s'agit d'une version améliorée du RIPEMD qui reprend certaines idées du MD4. D'autres versions de l'algorithme existent (128, 256 et 320 bits).
Une collision pour le RIPEMD original a été découverte en août 2004, en même temps que la collision sur le MD5.

## Exemples
Voici la signature en RIPEMD-160 obtenue sur une phrase :
RIPEMD-160("Wikipedia, l'encyclopedie libre et gratuite") = 6ac643de598c9f47e584b10ef9e1ff9c22103d8a